# ماریا مامونا
ماریا مامونا (لهستانی: Maria Mamona؛ زادهٔ ۲۶ آوریل ۱۹۵۴) بازیگر اهل لهستان است.
از فیلم‌ها یا مجموعه‌های تلویزیونی که وی در آن‌ها نقش داشته است، می‌توان به حالا یا هرگز!، مدار بسته، ژنرال نیل، طایفه، در خوشی و سختی، خانه کشیش، ماگدا ام.، کارآگاهان جنایی، رنگ‌های خوشبختی، پدر متیو، هتل ۵۲، قانون حقیقی، عشق اول، کوری و پان تادئوش اشاره نمود.